# Thomas Bäumle
Thomas Bäumle (Olten, 25 settembre 1984) è un ex hockeista su ghiaccio svizzero.

## Carriera
Thomas Bäumle gioca nel ruolo di portiere. Ha militato due anni in LNB nell'HC Sierre, per poi passare all'HC Davos dove è diventato campione svizzero. Dalla stagione 2005-2006 è passato all'HC Ambrì-Piotta. Nel mese di aprile del 2007 ha disputato la sua prima partita con la nazionale maggiore svizzera di hockey su ghiaccio.
Durante la 19ª partita di campionato contro il Rapperswil-Jona Lakers al 14' Bäumle si è infortunato seriamente al ginocchio destro (rottura legamenti crociati). A causa del notevole tempo di recupero dell'operazione (4-6 mesi) è stato possibile schieralo solo dalla stagione successiva.
Nella stagione 2012-2013 gioca per i SCL Tigers. Dopo una sola stagione conclusa con la retrocessione del Langnau Bäumle firmò un contratto con l'EHC Olten, dove milita per due stagioni.

## Statistiche
Statistiche aggiornate ad agosto 2011.

### Club
| Stagione  | Squadra       | Stagione regolare | Stagione regolare | Stagione regolare | Stagione regolare | Playoff | Playoff | Playoff |
| Stagione  | Squadra       | Lega              | P                 | GAA               | SVS%              | P       | GAA     | SVS%    |
| --------- | ------------- | ----------------- | ----------------- | ----------------- | ----------------- | ------- | ------- | ------- |
| 2000-2001 | Rot-Blau Bern | Switzerland3      | 7                 | 4.17              | -                 |         |         |         |
| 2001-2002 | Bern          | NLA               | -                 | -                 | -                 |         |         |         |
| 2002-2003 | Sierre        | NLB               | 36                | 3.01              | -                 | 6       | 2.57    | -       |
| 2003-2004 | Sierre        | NLB               | 40                | 2.90              | -                 | 15      | 1.71    | -       |
| 2004-2005 | Davos         | NLA               | 5                 | 3.00              | -                 | -       | -       | -       |
|           | Olten         | NLB               | 2                 | 4.00              | -                 |         |         |         |
| 2005-2006 | Ambrì-Piotta  | NLA               | 17                | 1.97              | -                 | 7       | 3.28    | -       |
| 2006-2007 | Ambrì-Piotta  | NLA               | 43                | 3.50              | -                 | -       | -       | -       |
|           |               | Playout           | 7                 | 2.82              |                   |         |         |         |
| 2007-2008 | Ambrì-Piotta  | NLA               | 49                | 3.36              | -                 | -       | -       | -       |
|           |               | Playout           | 11                | 3.12              |                   |         |         |         |
| 2008-2009 | Ambrì-Piotta  | NLA               | 19                | 3.10              | -                 |         |         |         |
| 2009-2010 | Ambrì-Piotta  | NLA               | 44                | 3.50              | -                 | -       | -       | -       |
|           |               | Playout           | 6                 | 2.80              |                   | -       | -       | -       |
| 2010-2011 | Ambrì-Piotta  | NLA               | 47                | 3.18              | 0.904             | -       | -       | -       |
|           |               | Playout           | 17                | 2.17              |                   | -       | -       | -       |
| 2011-2012 | Ambrì-Piotta  | NLA               | 25                | 3.14              | 0.901             | -       | -       | -       |
|           |               | Playout           | 3                 | 2.94              |                   | -       | -       | -       |

### Nazionale
| Stagione  | Livello           | Risultati     | Risultati | Risultati | Risultati |
| Stagione  | Livello           | Competizione  | P         | GAA       | SVS%      |
| --------- | ----------------- | ------------- | --------- | --------- | --------- |
| 2007-2008 | Switzerland (all) | International | 5         | -         | -         |
| 2009-2010 | Switzerland (all) | International | 1         | 3.91      | 0.824     |
| 2010-2011 | Switzerland (all) | International | 0         | -         | -         |

## Palmarès

### Club
- Campionato svizzero: 1

 Davos: 2004-2005